# Флаг Пролетарского района
Флаг муниципального образования «Пролета́рский район» Ростовской области Российской Федерации.
Флаг утверждён 29 мая 2003 года и внесён в Государственный геральдический регистр Российской Федерации с присвоением регистрационного номера 1256.

## Описание флага
Флаг Пролетарского района представляет собой прямоугольное полотнище с соотношением ширины к длине 2:3, воспроизводящей развёрнутую гербовую композицию.

Геральдическое описание герба гласит: «В пурпурном поле золотой вписанный костыль, обременённый вверху чёрным слетающим орлом; ниже, поверх всего — два червлёно-лазоревых, продольно разделённых о двух косицах кавалерийских значка, тонко окаймлённых серебром и на серебряных пиках накрест; поверх скрещения пик — трилистный крест с удлинённым нижним плечом в цвет поля».

## Обоснование символики
Орёл — символ степного простора и свободы.
Чёрный цвет символизирует мудрость, скромность.
Красный цвет — символ храбрости, мужества.
Жёлтый цвет (золото) символизирует достоинство и радость.
Белый цвет (серебро) символизирует чистоту и невинность.
Синий цвет символизирует славу и честь.